# Bez filtru
Bez filtru je český podcast zabývající se tématy společenského a duchovního života. Jeho epizody zahrnují debaty, rozhovory a reportáže a vycházejí několikrát týdně. Byl vytvořen v létě 2022 tvůrci pořadů Na dřeň a 13+ na radiu Proglas.
V roce 2022 kolektiv autorů podcastu vydal knihu rozhovorů KADAS MANA.
Moderátorka podcastu Alžběta Havlová získala v roce 2020 Novinářskou cenu od Nadačního fondu nezávislé žurnalistiky v kategorii "Nejlepší rozhovor, beseda nebo diskuze".
Tvůrci podcastu také pořádají workshopy a veřejné debaty o mediální gramotnosti, digitálním detoxu a technikách vedení novinářských rozhovorů.

## Charakteristika
Epizody podcastu vychází pravidelně ve čtvrtek v rámci pořadu Příběhy bez filtru o Bohu a životě ve všech jeho barvách, a v neděli v rámci publicisticko-zpravodajského pořadu Týden bez filtru o aktuálním dění a jeho příčinách, pozadí a hodnotovém kontextu.
Mezi další pořady a seriály podcastu patří:
- Komentář bez filtru (každý 26. den v měsíci)
- Když celibát bolí (5 dílů, březen-duben 2023)
- Katolické pasti (6 dílů, květen-červen 2023)
- Matky bez filtru (od září 2023)
- Učedníci (5 dílů, listopad 2023)
- Církev v ložnici (3 díly, listopad-prosinec 2023)
- V Duchu (3 díly, květen 2024)
- Věřte nevěřte (3 díly, červen 2024)

Dva díly byly také věnovány dlouholetému moderátoru a tvůrci podcastu Filipu Breindlovi, který 30. prosince 2023 náhle zemřel.